# کفال لب‌قرمز
کفال لب‌قرمز (نام علمی: Liza haematocheila) نام یک گونه از سرده بیاح‌ها است.